# زکریا علوی
زکریا علوی (عربی: زكرياء علوي) (زاده ۱۷ ژوئن ۱۹۶۶) بازیکن سابق فوتبال اهل مراکش بوده است.
وی در تیم ملی فوتبال مراکش ۷ بازی انجام داده است و عضو این تیم در جام جهانی فوتبال ۱۹۹۴ بوده است.